# Johannes Orfanotrofos
Johannes Orfanotrofos of Orphanotrophos of Johannes de Eunuch (Grieks: Ἰωάννης ὁ Ὀρφανοτρόφος) was tussen 1025 en 1041 een hoveling en eunuch aan het Byzantijnse hof. Hij diende verschillende keizers als parakoimōmenos en had aanzienlijke politieke macht.
Johannes Orfanotrofos was van lage afkomst maar wist zich ten tijde van de regering van Constantijn VIII (1025-1028) en Romanos III (1028-1034) op te werken tot minister. Als eunuch had hij geen mogelijkheid zelf voor nageslacht te zorgen, maar het lukte hem door middel van zijn verwanten meer macht te verwerven. 
Keizer Romanos III was een oudere senator die dankzij een huwelijk met keizerin Zoë, de dochter van Constantijn VIII, keizer kon worden na diens dood. Johannes' jongste broer, Michaël, wist keizerin Zoë te verleiden. Hoewel Romanos III zijn echtgenote toestond er diverse minnaars op na te houden, zwoer ze in 1034 samen met Johannes Orfanotrofos om de keizer te vermoorden. Na de dood van Romanos III werd Michaël de nieuwe keizer (Michaël IV Paphlagon 1034-1041). Michaël had een zwak karakter en leed aan epilepsie. Hij liet de staatszaken aan zijn oudere broer over. Johannes' positie was echter nooit helemaal zeker. In 1037 mislukte een aanslag op zijn leven, waar de keizerin zelf bij betrokken zou zijn.
Johannes Orfanotrofos wist het rijk administratief te versterken door financiële en militaire hervormingen. In het oostfront werd in 1031 de stad Edessa op de Seltsjoeken veroverd. Tussen 1038-1041 zond Johannes Georgios Maniakes naar Sicilië, waarvan een groot deel op de Saracenen veroverd werd. Maniakes vervreemdde zich echter van de Normandische en Langobardische huurlingen in zijn leger, die hem in de steek lieten en naar het vasteland van Italië terugkeerden. Maniakes maakte ook ruzie met Johannes' zwager, Stefan, die benoemd was tot admiraal. Hij werd daarna uit Sicilië teruggeroepen.
In 1040 kregen de Byzantijnen te maken met diverse opstanden in het westen van het rijk. In Zuid-Italië kwamen de Longobarden onder leiding van Argyrus in opstand. De Byzantijnse kapatanos Nikephoros Doukeianos werd gedood en zijn opvolger werd gevangengenomen. Johannes reageerde door Michaël Doukeianos tot kapatanos te benoemen. Diens eerste daad was de leider van Maniakes' voormalige huurlingen, Arduino, tot topoterites van Melfi te benoemen. Dit bleek geen verstandige zet, want Arduino sloot zich al snel bij de opstand aan.
Hetzelfde jaar kwamen de Serven en Bulgaren in opstand onder Peter Delyan. Keizer Michaël IV sloeg in 1041 de opstand neer met behulp van een leger van 40.000 man, waaronder Viking-huurlingen onder leiding van Harald Hardrada. Hoewel de keizer in triomf terugkeerde naar Constantinopel, was hij zeer ziek en stierf hij hetzelfde jaar. Johannes Orfanotrofos schoof daarop de zoon van Stefan en zijn zuster Maria naar voren als de nieuwe keizer, Michaël V. Hoewel dit zijn machtspositie aanvankelijk leek te consolideren, bleek de nieuwe keizer geen zin te hebben een marionet van zijn oom te zijn. Hij verbande Johannes Orfanotrofos naar een klooster. In 1043 werden Johannes op bevel van Michaël Caerularius, de patriarch van Constantinopel, de ogen uitgestoken. Johannes overleed aan de gevolgen van een val van een ezel.